# Divízió III 2009
La Divízió III 2009 è la 1ª edizione del campionato di football americano di terzo livello, organizzato dalla MAFL.

## Squadre partecipanti
| Club                  | Città          | Stadio | Sponsor ufficiale | Risultato nella stagione 2008 |
| --------------------- | -------------- | ------ | ----------------- | ----------------------------- |
| Budapest Grizzlies    | Budapest       |        |                   |                               |
| Budapest Titans 2     | Budapest       |        |                   |                               |
| Budapest Wolves 2     | Budapest       |        |                   |                               |
| Fehérvár Enthroners   | Székesfehérvár |        |                   |                               |
| Haladás Crushers      | Szombathely    |        |                   |                               |
| Jászberény Wolverines | Jászberény     |        |                   |                               |
| Szeged Bats           | Seghedino      |        |                   |                               |
| Tata Mustangs         | Tata           |        |                   |                               |
| Újbuda Rebels         | Budapest       |        |                   |                               |

## Stagione regolare

### Calendario

#### 1ª giornata
| 5 aprile 2009 | Jászberény Wolverines | 16 – 14 | Szeged Bats |  |

#### 2ª giornata
| 11 aprile 2009 | Budapest Wolves 2 | 14 – 13 | Haladás Crushers |  |

| 12 aprile 2009 | Tata Mustangs | 0 – 35 | Újbuda Rebels |  |

#### 3ª giornata
| 18 aprile 2009 | Budapest Titans 2 | 32 – 6 | Fehérvár Enthroners |  |

| 19 aprile 2009 | Budapest Grizzlies | 8 – 35 | Szeged Bats |  |

#### 4ª giornata
| 26 aprile 2009 | Tata Mustangs | 21 – 6 | Budapest Grizzlies |  |

#### 5ª giornata
| 1º maggio 2009 | Újbuda Rebels | 65 – 0 (14-0 19-0 19-0 13-0) | Fehérvár Enthroners |  |

| 2 maggio 2009 | Budapest Wolves 2 | 0 – 3 (0-3 0-0 0-0 0-0) | Jászberény Wolverines |  |

| 3 maggio 2009 | Haladás Crushers | 16 – 30 | Budapest Titans 2 |  |

#### 6ª giornata
| 10 maggio 2009 | Fehérvár Enthroners | 61 – 0 | Tata Mustangs |  |

| 10 maggio 2009 | Szeged Bats | 17 – 37 | Budapest Wolves 2 |  |

#### 7ª giornata
| 17 maggio 2009 | Jászberény Wolverines | 59 – 6 | Budapest Grizzlies |  |

#### 8ª giornata
| 31 maggio 2009 | Budapest Titans 2 | 21 – 0 (7-0 7-0 0-0 7-0) | Jászberény Wolverines |  |

#### 9ª giornata
| Szentendre 13 giugno 2009 | Budapest Grizzlies | 0 – 64 | Budapest Titans 2 |  |

| Szeged 14 giugno 2009 | Szeged Bats | 0 – 47 (0-6 0-20 0-14 0-7) | Újbuda Rebels | SZEOL pálya |

| Székesfehérvár 14 giugno 2009 | Fehérvár Enthroners | 38 – 53 (7-13 19-0 0-20 12-20) | Haladás Crushers | Köfém rugby pálya |

#### Dati non noti
Non è nota la data di disputa degli incontri.
| 2009 | Haladás Crushers | 53 – 17 | Tata Mustangs |  |

| 2009 | Újbuda Rebels | 50 – 0 | Budapest Wolves 2 |  |

### Classifica
La classifica della regular season è la seguente:
- PCT = percentuale di vittorie, G = partite giocate, V = partite vinte,  P = partite perse, PF = punti fatti, PS = punti subiti

| Pos. | Squadra               | PCT   | G | V | N | P | PF  | PS  |
| ---- | --------------------- | ----- | - | - | - | - | --- | --- |
| 1    | Újbuda Rebels         | 1.000 | 4 | 4 | 0 | 0 | 197 | 0   |
| 2    | Budapest Titans 2     | 1.000 | 4 | 4 | 0 | 0 | 147 | 22  |
| 3    | Jászberény Wolverines | .750  | 4 | 3 | 0 | 1 | 78  | 41  |
| 4    | Budapest Wolves 2     | .500  | 4 | 2 | 0 | 2 | 51  | 83  |
| 5    | Haladás Crushers      | .500  | 4 | 2 | 0 | 2 | 135 | 99  |
| 6    | Szeged Bats           | .250  | 4 | 1 | 0 | 3 | 66  | 108 |
| 7    | Fehérvár Enthroners   | .250  | 4 | 1 | 0 | 3 | 105 | 150 |
| 8    | Tata Mustangs         | .250  | 4 | 1 | 0 | 3 | 38  | 155 |
| 9    | Budapest Grizzlies    | .000  | 4 | 0 | 0 | 4 | 20  | 179 |

## Playoff

### Tabellone
|  | Semifinali | Semifinali            | Semifinali |                       |   | I Duna Bowl   | I Duna Bowl | I Duna Bowl |  |
|  |            |                       |            |                       |   |               |             |             |  |
|  | 1          | Újbuda Rebels         | 61         |                       |   |               |             |             |  |
|  | 1          | Újbuda Rebels         | 61         |                       |   |               |             |             |  |
|  | 4          | Budapest Wolves 2     | 10         |                       |   |               |             |             |  |
|  | 4          | Budapest Wolves 2     | 10         |                       | 1 | Újbuda Rebels | 33          |             |  |
|  |            |                       |            |                       | 1 | Újbuda Rebels | 33          |             |  |
|  |            |                       | 3          | Jászberény Wolverines | 0 |               |             |             |  |
|  | 2          | Budapest Titans 2     | 3          | Jászberény Wolverines | 0 | 16            |             |             |  |
|  | 2          | Budapest Titans 2     |            |                       |   |               |             |             |  |
|  | 3          | Jászberény Wolverines | 32         |                       |   |               |             |             |  |

### Semifinali
| 27 giugno 2009 | Újbuda Rebels | 61 – 10 | Budapest Wolves 2 |  |

| 27 giugno 2009 | Budapest Titans 2 | 16 – 32 | Jászberény Wolverines |  |

### I Duna Bowl
| 5 luglio 2009 | Újbuda Rebels | 33 – 0 | Jászberény Wolverines |  |

## Verdetti
- Újbuda Rebels Vincitori della Divízió III 2009